# Kleines Café

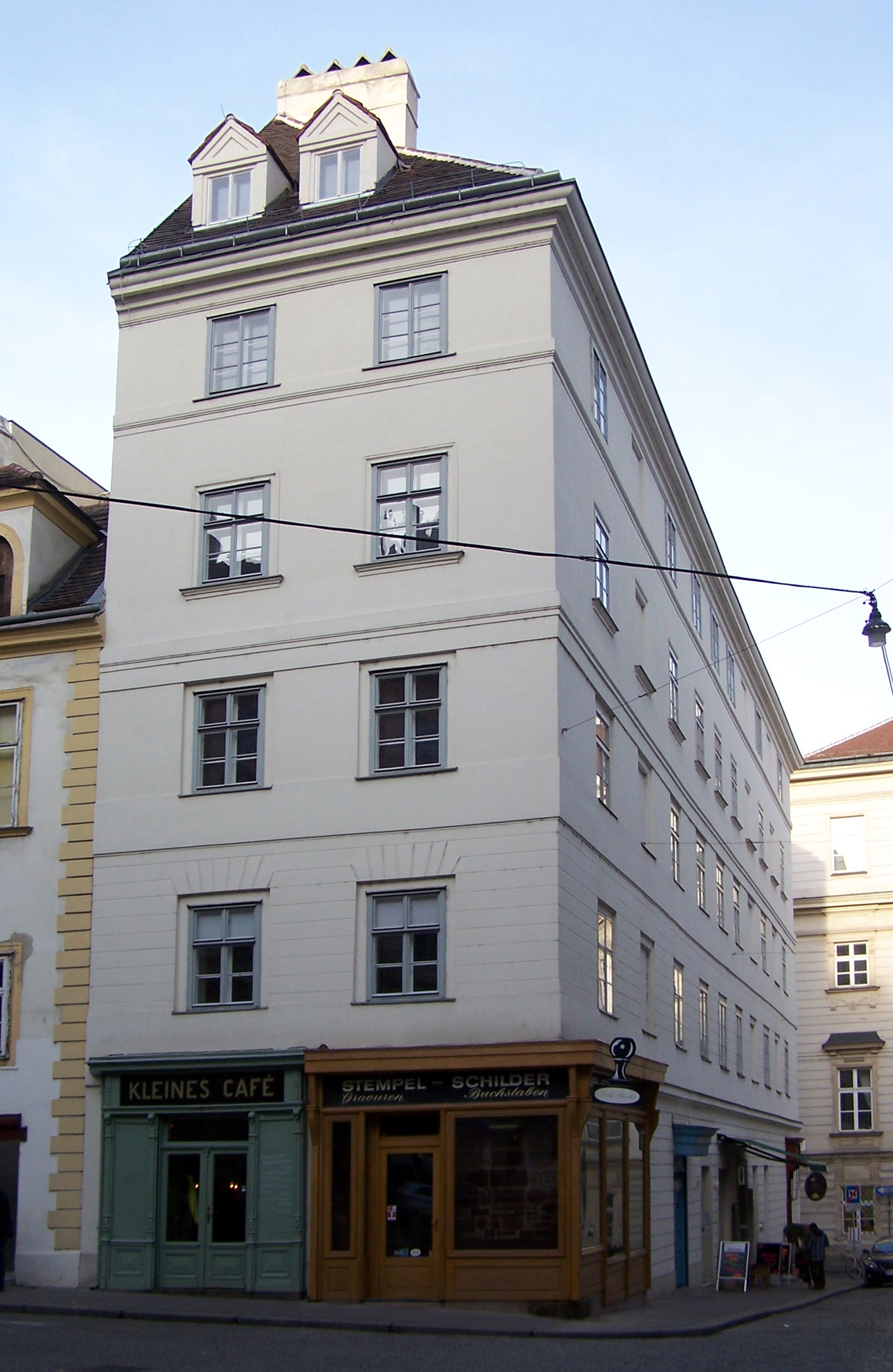
Kleines Café, 2011

Das Kleine Café ist ein Lokal im 1. Wiener Gemeindebezirk Innere Stadt am Franziskanerplatz 3, das in den 1970er Jahren von Hermann Czech gestaltet wurde.
Das Lokal hat zwei Etagen mit je einem Eingang. Im Sommer wird auch der Platz vor dem Lokal verwendet.
Es war eines der ersten Lokale, das Hermann Czech in Wien gestaltete. Er arbeitete daran in vier Etappen: 1970 am unteren Teil; 1973–74 am damals neu hinzukommenden oberen Teil; 1977 ließ er mit der Inschrift nach unten gerichtete Grabsteine in den Bodes des unteren Lokalteils verlegen, womit er auf einen damaligen Vorschlag von Karl Prantl reagierte, den Stephansplatz mit ausrangierten Grabsteinen zu pflastern. 1985 kamen die Toiletten hinzu.
Besitzer ist der österreichische Schauspieler Hanno Pöschl, der u. a. im Film Before Sunrise (1995) mitspielte, zu dessen Schauplätzen das Kleine Café zählte.